# 2006 في النمسا
فيما يلي قوائم الأحداث التي وقعت خلال عام 2006 في النمسا.

## سياسة

### انتهاء فترة المنصب
- 30 أكتوبر – باربرا برامر Second President of the National Council of Austria ‏.

## رياضة
- 1 يناير – بطولة العالم لسباق الدراجات على الطريق 2006 الفائزون باولو بتيني، كريستين آرمسترونغ، ماريان فوس، فابيان كانسيليرا.

## أفلام
من الأفلام التي صدرت هذه السنة في النمسا:
- 1 يناير – مخفي من إخراج مايكل هاينيكي.

## وفيات

### يناير
- 15 يناير – إنجي ميركل (مواليد 1922)

### مارس
- 9 مارس – هاري سيدلر (مواليد 1923)

### ديسمبر
- 5 ديسمبر – غيرنوت يورتين (مواليد 1955) لاعب كرة قدم نمساوي.